# Hispania Racing Team
Hispania Racing Team (formalmente conhecida como HRT F1 Team) foi uma equipe espanhola de Fórmula 1 fundada originalmente pelo ex-piloto Adrián Campos com o nome Campos Grand Prix, para a disputa do campeonato de Fórmula 1 de 2010. Devido a problemas financeiros, foi comprada e rebatizada.
Os carros para 2010 foram construídos pela construtora italiana Dallara, com motores Cosworth.

## História
A equipe foi fundada pelo ex-piloto Adrián Campos para competir a temporada de 2010 da Fórmula 1, como uma extensão da Campos Racing, que já compete em outras categorias automobilísticas.
Em 12 de junho de 2009 chegou a ser confirmada pela FIA a participação da equipe na temporada de 2010 da Fórmula 1, com o nome Campos Grand Prix, utilizando chassis Dallara e motores Cosworth. Em outubro de 2009 a equipe entrou para a FOTA - Associação das Equipes da Fórmula 1 e confirmou o piloto brasileiro Bruno Senna como sendo piloto da equipe.

### Hispania Racing
Em fevereiro de 2010, devido a problemas financeiros, a equipe foi vendida ao empresário espanhol José Ramón Carabante, acionista da empresa Meta Image, que já era detentora de parte da equipe. Em 3 de março foi anunciada oficialmente a mudança de nome da equipe para Hispania Racing Team. A FIA, entretanto, vetou a mudança e a equipe foi inscrita no campeonato apenas como HRT F1 Team. No dia seguinte o carro da equipe foi apresentado em Múrcia, na Espanha.
Em 26 de maio de 2010 a equipe anunciou o encerramento das relações com a Dallara, responsável pela construção dos chassis para a temporada 2010.
Em julho de 2011, a equipe teve a sua maior parte comprada pelo grupo de investimentos Thesan Capital.
Em novembro foi anunciada a contratação de Pedro de la Rosa como piloto titular da equipe para as temporadas de 2012 e 2013. Em Dezembro a equipe anunciou o ex-piloto Luis Pérez-Sala como novo chefe de equipe no lugar de Colin Kolles.

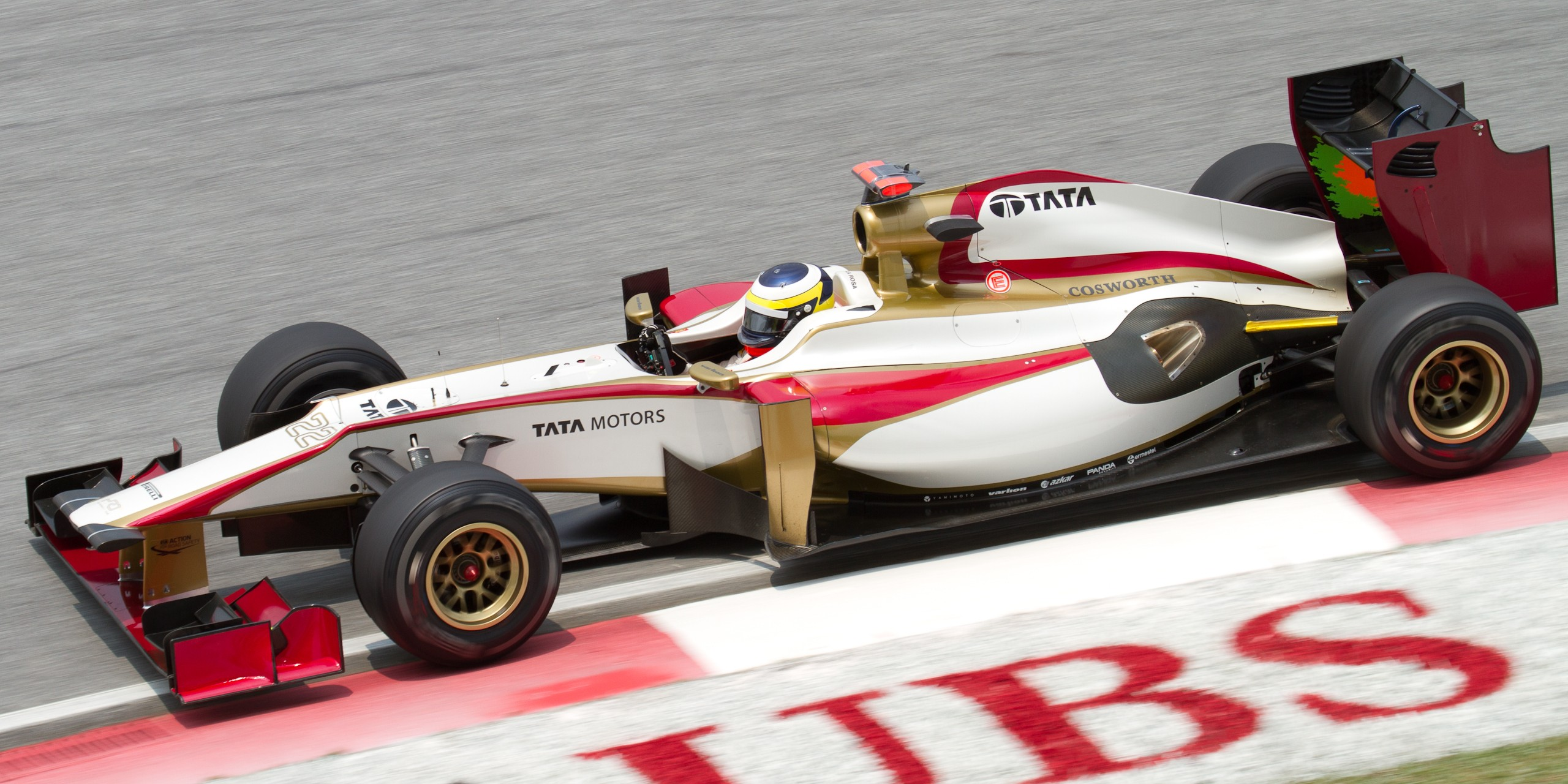
Pedro de la Rosa pilotando o F112 durante os treinos livres do Grande Prêmio da Malásia de 2012.

Em fevereiro de 2012 a equipe mudou a sua sede de Murcia, para Madrid.
Em novembro o grupo de investimentos Thesan Capital colocou a equipe a venda, por causa dos péssimos resultados que a equipe obtinha na Fórmula 1. No dia 3 de dezembro, no entanto, a FIA anunciou as inscrições para a temporada de 2013, sem a presença da escuderia, indicando o fim da sua atividade na categoria.

## Pilotos
| Ano  | Nome        | Carro | Pneus | Motor    | Pilotos                                                   | Pilotos de teste               | Classificação |
| ---- | ----------- | ----- | ----- | -------- | --------------------------------------------------------- | ------------------------------ | ------------- |
| 2012 | HRT F1 Team | F112  | P     | Cosworth | Pedro de la Rosa Narain Karthikeyan                       | Dani Clos Ma Qinghua           | 12º (0 pts)   |
| 2011 | HRT F1 Team | F111  | P     | Cosworth | Narain Karthikeyan Daniel Ricciardo Vitantonio Liuzzi     | Narain Karthikeyan Jan Charouz | 11º (0 pts)   |
| 2010 | HRT F1 Team | F110  | B     | Cosworth | Karun Chandhok Sakon Yamamoto Christian Klien Bruno Senna | Sakon Yamamoto Christian Klien | 11º (0 pts)   |

## Resultados
(Legenda) (resultados em negrito indica pole position)
| Ano  | Chassis/Motor/ Pneus       | Pilotos            | 1   | 2   | 3   | 4   | 5   | 6   | 7   | 8   | 9   | 10  | 11  | 12  | 13  | 14  | 15  | 16  | 17  | 18  | 19  | 20  | Pontos | CMC |
| ---- | -------------------------- | ------------------ | --- | --- | --- | --- | --- | --- | --- | --- | --- | --- | --- | --- | --- | --- | --- | --- | --- | --- | --- | --- | ------ | --- |
| 2010 | F110 Cosworth CA2010 V8 B  |                    | BAR | AUS | MAL | CHN | ESP | MON | TUR | CAN | EUR | GBR | ALE | HUN | BEL | ITA | SIN | JAP | COR | BRA | ABU |     | 0      | 11º |
| 2010 | F110 Cosworth CA2010 V8 B  | Karun Chandhok     | Ret | 14  | 15  | 17  | Ret | 14  | 20  | 18  | 18  | 19  |     |     |     |     |     |     |     |     |     |     | 0      | 11º |
| 2010 | F110 Cosworth CA2010 V8 B  | Bruno Senna        | Ret | Ret | 16  | 16  | Ret | Ret | Ret | Ret | 20  |     | 19  | 17  | Ret | Ret | Ret | 15  | 14  | 21  | 19  |     | 0      | 11º |
| 2010 | F110 Cosworth CA2010 V8 B  | Sakon Yamamoto     |     |     |     |     |     |     |     |     |     | 20  | Ret | 19  | 20  | 19  |     | 16  | 15  |     |     |     | 0      | 11º |
| 2010 | F110 Cosworth CA2010 V8 B  | Christian Klien    |     |     |     |     |     |     |     |     |     |     |     |     |     |     | Ret |     |     | 22  | 20  |     | 0      | 11º |
| 2011 | F111 Cosworth CA2011k V8 P |                    | AUS | MAL | CHN | TUR | ESP | MON | CAN | EUR | GBR | ALE | HUN | BEL | ITA | SIN | JAP | COR | IND | ABU | BRA |     | 0      | 11º |
| 2011 | F111 Cosworth CA2011k V8 P | Narain Karthikeyan | DNQ | Ret | 23  | 21  | 21  | 17  | 17  | 24  |     |     |     |     |     |     |     |     | 17  |     |     |     | 0      | 11º |
| 2011 | F111 Cosworth CA2011k V8 P | Daniel Ricciardo   |     |     |     |     |     |     |     |     | 19  | 19  | 18  | Ret | NC  | 19  | 22  | 19  | 18  | Ret | 20  |     | 0      | 11º |
| 2011 | F111 Cosworth CA2011k V8 P | Vitantonio Liuzzi  | DNQ | Ret | 22  | 22  | Ret | 16  | 13  | 23  | 18  | Ret | 20  | 19  | Ret | 20  | 23  | 21  |     | 20  | Ret |     | 0      | 11º |
| 2012 | F112 Cosworth CA2012 V8 P  |                    | AUS | MAL | CHN | BAR | ESP | MON | CAN | EUR | GBR | ALE | HUN | BEL | ITA | SIN | JAP | COR | IND | ABU | EUA | BRA | 0      | 12º |
| 2012 | F112 Cosworth CA2012 V8 P  | Narain Karthikeyan | DNQ | 22  | 22  | 21  | Ret | 15  | Ret | 18  | 21  | 23  | Ret | Ret | 19  | Ret | Ret | 20  | 21  | Ret | 22  | 18  | 0      | 12º |
| 2012 | F112 Cosworth CA2012 V8 P  | Pedro de la Rosa   | DNQ | 21  | 21  | 20  | 19  | Ret | Ret | 17  | 20  | 21  | 22  | 18  | 18  | 17  | 18  | Ret | Ret | 17  | 21  | 17  | 0      | 12º |